# Signy-le-Petit

Signy-le-Petit este o comună în departamentul Ardennes din nordul Franței. În 1 ianuarie 2022 avea o populație de 1.219 de locuitori.